# Ла-Ліга 1987—1988
Сезон 1987–1988 в Ла Лізі — футбольне змагання у найвищому дивізіоні чемпіонату Іспанії, що проходило між 29 серпня 1987 та 22 травня 1988 року. Став 57-м турніром з моменту заснування Ла Ліги. Участь у змаганні взяли 20 команд, дві найгірші з яких за регламентом відразу вибули до Сегунди, а ще два клуби брали участь у стикових матчах з представниками Сегунди за право виступів в елітному дивізіоні чемпіонату країни.
Переможцем турніру став мадридський «Реал», який здобув свій 23-й трофей національної першості. «Королівський клуб» захопив перший рядок турнірної таблиці у першому ж колі змагання і протягом усього чемпіонату жодного разу не полишав лідерської позиції. Відрив чемпіона від найближчого переслідувача, яким став «Реал Сосьєдад», на фініші турніру склав 11 очок.
| Чемпіон Іспанії 1987—1988 |
| ------------------------- |
| «Реал Мадрид» 23-й титул  |

## Підсумкова турнірна таблиця
|                       |     | Турнірна таблиця 1987-88 | О  | І  | В  | Н  | П  | М+ | М- | РМ  |
| --------------------- | --- | ------------------------ | -- | -- | -- | -- | -- | -- | -- | --- |
| Чемпіон Іспанії       | 1.  | «Реал Мадрид»            | 62 | 38 | 28 | 6  | 4  | 95 | 26 | +69 |
|                       | 2.  | «Реал Сосьєдад»          | 51 | 38 | 22 | 7  | 9  | 61 | 33 | +28 |
|                       | 3.  | «Атлетіко» (Мадрид)      | 48 | 38 | 19 | 10 | 9  | 60 | 38 | +22 |
|                       | 4.  | «Атлетик» (Більбао)      | 46 | 38 | 17 | 12 | 9  | 50 | 43 | +7  |
|                       | 5.  | «Осасуна»                | 40 | 38 | 15 | 10 | 13 | 40 | 34 | +6  |
| Володар Кубка Іспанії | 6.  | «Барселона»              | 39 | 38 | 15 | 9  | 14 | 49 | 44 | +5  |
|                       | 7.  | «Сельта Віго»            | 39 | 38 | 14 | 11 | 13 | 43 | 40 | +3  |
|                       | 8.  | «Вальядолід»             | 38 | 38 | 13 | 12 | 13 | 31 | 34 | -3  |
|                       | 9.  | «Спортінг» (Хіхон)       | 38 | 38 | 14 | 10 | 14 | 44 | 49 | -5  |
|                       | 10. | «Севілья»                | 37 | 38 | 13 | 11 | 14 | 41 | 46 | -5  |
|                       | 11. | «Сарагоса»               | 36 | 38 | 11 | 14 | 13 | 54 | 56 | -2  |
|                       | 12. | «Кадіс»                  | 35 | 38 | 11 | 13 | 14 | 47 | 54 | -7  |
|                       | 13. | «Логроньєс»              | 33 | 38 | 12 | 9  | 17 | 28 | 45 | -17 |
|                       | 12. | «Валенсія»               | 33 | 38 | 10 | 13 | 15 | 44 | 53 | -9  |
|                       | 15. | «Еспаньйол»              | 33 | 38 | 11 | 11 | 16 | 44 | 55 | -11 |
|                       | 16. | «Бетіс»                  | 33 | 38 | 14 | 5  | 19 | 42 | 54 | -12 |
|                       | 17. | «Мурсія»                 | 31 | 38 | 9  | 13 | 16 | 31 | 42 | -11 |
|                       | 18. | «Мальорка»               | 30 | 38 | 9  | 12 | 17 | 35 | 50 | -15 |
| Вибув до Сегунди      | 19. | «Сабадель»               | 29 | 38 | 9  | 11 | 18 | 27 | 48 | -21 |
| Вибув до Сегунди      | 20. | «Лас-Пальмас»            | 29 | 38 | 12 | 5  | 21 | 43 | 65 | -22 |

### Раунд плей-оф
Згідно з регламентом змагань, команди, що за результатами турніру у Ла Лізі посіли 17 та 18 місця, проводили матчі плей-оф з командами, які зайняли 3 та 4 місця у турнірі Сегунди. Переможці двоматчевих двобоїв отримували право виступів у змаганнях Ла Ліги наступного сезону. За результатами матчів плей-оф клуб «Мурсія» зберіг прописку в елітному дивізіоні, а «Мальорка» поступилася своїм місцем в еліті представникові Сегунди «Реалу Ов'єдо».
|               | Перша гра | Друга гра |                  |
| ------------- | --------- | --------- | ---------------- |
| «Мурсія»      | 3-0       | 1-1       | «Райо Вальєкано» |
| «Реал Ов'єдо» | 2-1       | 0-0       | «Мальорка»       |

## Бомбардири

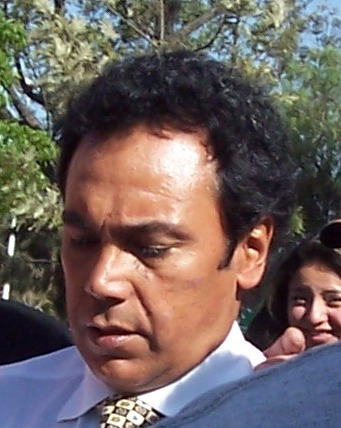
Найкращий бомбардир сезону Уго Санчес.

Найкращим бомбардиром Прімери сезону 1987–88 став мексиканський нападник чемпіона країни, мадридського «Реала», Уго Санчес, якому для перемоги у суперечці голеодорів вистачило 20 забитих голів. 
Найкращі бомбардири сезону:
|  | Голів | Бомбардир        | Команда             |
|  | ----- | ---------------- | ------------------- |
|  | 20    | Уго Санчес       | «Реал Мадрид»       |
|  | 18    | Рубен Соса       | «Сарагоса»          |
|  | 17    | Хосе Марі Бакеро | «Реал Сосьєдад»     |
|  | 16    | Хуліо Салінас    | «Атлетіко» (Мадрид) |
|  | 16    | Гарі Лінекер     | «Барселона»         |

## Рекорди сезону
- Найбільше перемог: «Реал Мадрид» (28)
- Найменше поразок: «Реал Мадрид» (4)
- Найкраща атака: «Реал Мадрид» (95 забито)
- Найкращий захист: «Реал Мадрид» (26 пропущено)
- Найкраща різниця голів: «Реал Мадрид» (+69)

- Найбільше нічиїх: «Сарагоса» (14)
- Найменше нічиїх: «Бетіс», «Лас-Пальмас» (5)

- Найбільше поразок: «Лас-Пальмас» (21)
- Найменше перемог: «Мурсія», «Мальорка», «Сабадель» (9)

- Найгірша атака: «Сабадель» (27 забито)
- Найгірший захист: «Лас-Пальмас» (65 пропущено)
- Найгірша різниця голів: «Лас-Пальмас» (-22)